# Phlocerus savenkoae
Phlocerus savenkoae är en insektsart som beskrevs av Leo L. Mishchenko 1941. Phlocerus savenkoae ingår i släktet Phlocerus och familjen gräshoppor. Inga underarter finns listade i Catalogue of Life.